# Луна 2112
«Луна́ 2112» (в оригинале — «Луна», англ. Moon) — британский научно-фантастический фильм 2009 года, полнометражный режиссёрский дебют сына Дэвида Боуи — Данкана Джонса. Главную роль в фильме исполнил Сэм Рокуэлл. Большое значение для атмосферы фильма имеет оригинальная музыка Клинта Мэнселла.

## Сюжет
Действие фильма происходит в недалёком будущем (2035 год). Сэм Белл — астронавт-контрактник, заканчивает трёхлетнюю одиночную вахту на лунном горнодобывающем комплексе компании «Лунар». Комплекс обеспечивает добычу гелия-3, с помощью которого удалось остановить катастрофический энергетический кризис на Земле. Сэм живёт на лунной базе «Саранг», которая расположена на обратной стороне Луны и на которой кроме него есть только робот по имени Герти (голос Кевина Спейси). Прямой связи с Землёй у базы нет из-за повреждения лунного ретранслирующего спутника, поэтому обмен сообщениями с Землёй осуществляется через удалённые космические базы с большой задержкой. Время от времени Сэму приходят видеозаписи обращений его жены; на Земле его также ждёт маленькая дочь.
За две недели до окончания трёхлетней вахты Сэм начинает чувствовать неладное. У него начинается расстройство психики, вызванное длительным одиночеством. Когда в очередной раз Сэм отправляется забрать добытый изотоп из работающего добывающего харвестера (мобильный заготовительный модуль), он видит галлюцинацию, отвлекается и попадает в аварию, столкнувшись с модулем.
Сэм приходит в себя в изоляторе (медицинском отсеке станции), но не помнит о произошедшей аварии. Подсмотрев прямой разговор робота с Землёй, он начинает подозревать, что его обманывают. Обманув Герти и отправившись на место аварии, он находит луноход и в нём ещё живого своего абсолютного двойника, который утверждает, что именно он — настоящий Сэм Белл. Каждый из них пытается разобраться в этой непростой ситуации, но отношения у них не ладятся, что вскоре приводит к драке.
Постепенно, при участии запрограммированного на помощь людям Герти и тщательного обыска станции на предмет тайников они выясняют, что оба они — клоны человека, который, по-видимому, был самым первым контрактником в комплексе и чьи отредактированные воспоминания внедрены в память клонов. На станции размещены анабиозные капсулы с клонами, которых пробуждают по одному каждые три года (или если предыдущий клон гибнет в аварии), а «старый», отслуживший свою вахту и исчерпавший свой ресурс клон под предлогом возвращения на Землю уничтожается в замаскированном под криосаркофаг инсинераторе. Два Сэма обследуют окрестности и обнаруживают, что прямая связь с Землёй не потеряна, а намеренно заглушается специальными устройствами на базах «Луна» с порядковыми номерами, размещёнными вокруг жилой станции. 
Один из Сэмов выходит на прямую связь с Землёй и узнаёт, что «его» жена умерла, а родившейся, по его представлениям, три года назад дочери на самом деле уже 15 лет. При этом она живёт с отцом, который, скорее всего, и есть реальный Сэм Белл.
Под предлогом необходимости ремонта харвестера земная база высылает экспедицию «Элиза» (англ. Eliza). Однако клонам уже известна истинная цель прибывающей команды, как и то, что если на базе обнаружится сразу два Сэма, их обоих тут же убьют, чтобы избежать утечки информации. В преддверии прибытия экспедиции второй Сэм даёт Герти команду оживить третьего клона, договаривается с первым Сэмом убить нового клона и вернуться на Землю транспортной ракетой, сам же он хочет остаться под видом единственного Сэма, подложив тело третьего клона в аварийный луноход. Первый Сэм против убийства себе подобного и по мере ухудшения своего состояния понимает, что улететь должен второй Сэм.
В итоге, третий клон Сэма активируется к работе, второй Сэм сажает обратно в сломанный луноход умирающего первого Сэма, а сам летит на Землю. Перед полётом на Землю он успевает запрограммировать харвестер так, что тот врезается в генератор помех, и прямой выход в эфир с Землёй становится возможен. Герти просит перезагрузить его, так как хочет помочь Сэму — таким образом он потеряет в своей памяти события, связанные с тремя клонами, что позволит обеспечить некоторую безопасность для второго Сэма, который возвращается на Землю в ракете для доставки гелия-3, яркой точкой пролетая мимо лунохода с умирающим Сэмом, к которому уже подбирается спецназ «Элиза».
На последних кадрах слышатся отрывки из передачи новостей с Земли, где в связи с разоблачениями прибывшего клона разгорается скандал и начинаются судебные разбирательства относительно злоупотребления клонированием со стороны компании «Лунар».

## В ролях
- Сэм Рокуэлл — Сэм Белл
- Кевин Спейси[5] [голос] — робот Герти
- Доминик МакЭллигот — Тесс Белл
- Кая Скоделарио — Ив Белл
- Бенедикт Вонг — Томпсон
- Мэтт Берри — Овермейерс
- Малкольм Стюарт — техник
- Робин Чок — клон Сэма

## Создание фильма
Фильм был снят на крохотный для научной фантастики бюджет в 5 млн долларов. Расходы на производство были сведены к минимуму. Съёмки проходили в английской студии «Шеппертон»  и были завершены за 33 дня. В фильме многие объекты не являются компьютерными моделями, а созданы в виде макетов (лунная станция, харвестеры и т. д.). Интересно, что у Джонса и его команды не было денег даже на радиоуправляемые модели, они возили свои луноходы в прямом смысле за веревочку. Леску потом пришлось стирать на компьютере.
Фильм снят во время забастовки сценаристов, из-за которой многие другие проекты были остановлены. Режиссёр Данкан Джонс говорит, что благодаря «затишью» ему удалось набрать в команду первоклассных мастеров по спецэффектам. По словам режиссёра, фильм был показан некоторым специалистам из NASA, которые поинтересовались, почему добыча гелия-3 велась на обратной стороне Луны, хотя на видимой части гелий-3 есть в большем количестве (см. Планы добычи гелия-3 на Луне). В комментарии к фильму режиссёр объясняет это тем, что добыча на видимой стороне Луны могла каким-либо образом повлиять на роль Луны на Земле, например, на приливы/отливы и т. д.

## Выход фильма

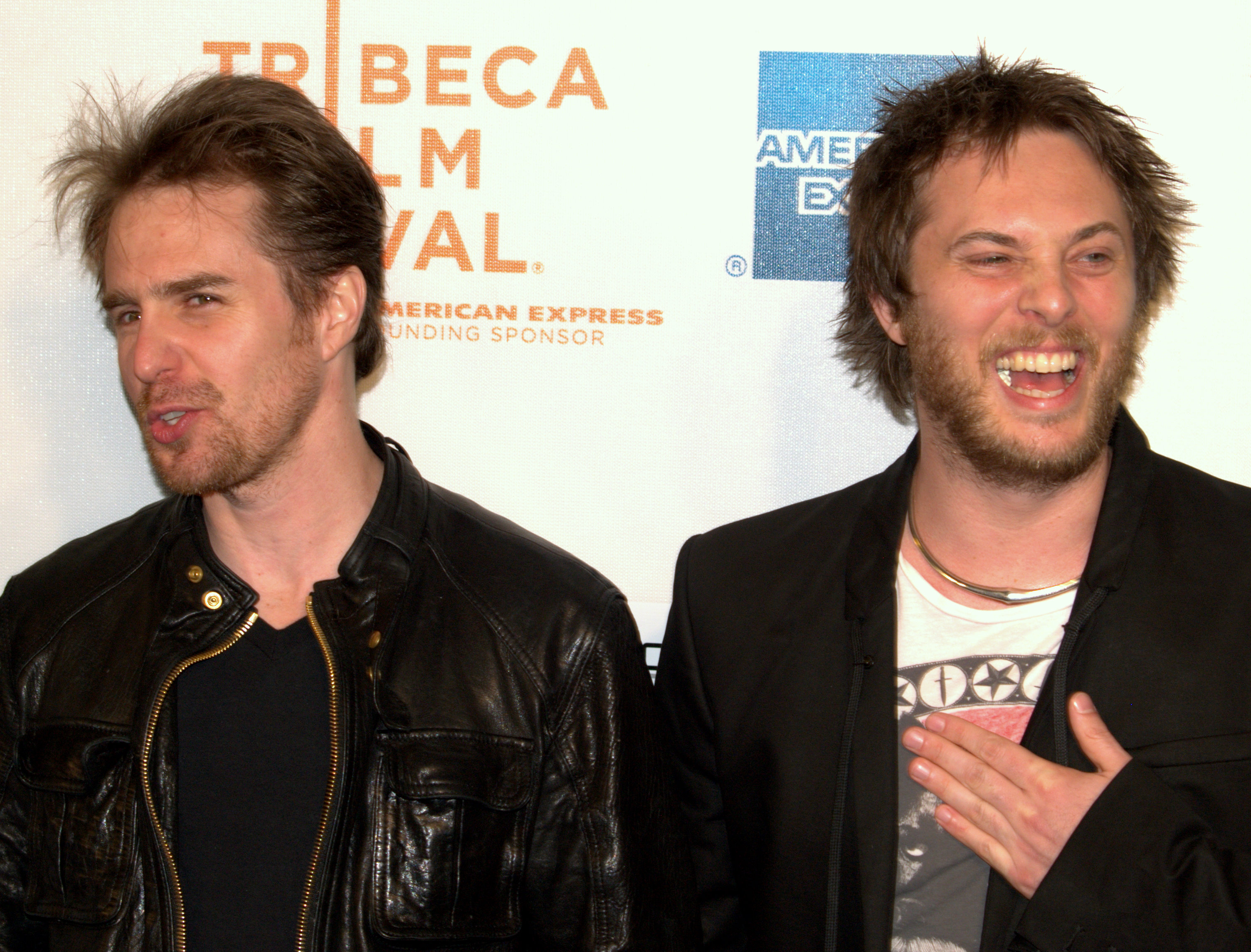
Сэм Рокуэлл и Данкан Джонс на нью-йоркской премьере фильма

Компания Independent занимается международными продажами фильма. Sony Pictures Worldwide Acquisitions Group приобрела права на распространение фильма в англоязычных странах. Премьера фильма состоялась на кинофестивале «Санденс» в январе 2009 года. Sony Pictures Classics начала распространять фильм в июне 2009 года. В широкий прокат фильм не выходил. Права на распространение фильма на территории США и Канады были приобретены компанией «Sony Pictures Classics», фильм выпущен в ограниченный прокат в Северной Америке 12 июня 2009 года. В России фильм вышел в прокат 17 сентября 2009 года. Телепремьера фильма на российском телевидении состоялась 12 апреля 2010 года, в День космонавтики, на телеканале ТВ3.

## Отзывы критиков
Кинокритики увидели в «Луне 2112» весьма многообещающий режиссёрский дебют: на сайте Rotten Tomatoes девять из десяти отзывов оказались положительными. К удачам картины в лондонской Times отнесены меланхоличный тон, неспешный ритм и внимание к деталям повседневной жизни — черты, совершенно нетипичные для научной фантастики последних десятилетий. Питер Трэверс из журнала Rolling Stone выделяет «Луну» как редкое для нулевых годов произведение кинофантастики, которое в большей степени зависит от идей, чем от «компьютерных фокусов». Рецензент The New York Times увидел в фильме высказывание по поводу неизбежности конфликта неистребимых человеческих желаний и чувств с всё обезличивающей логикой технологического прогресса.
К недостаткам фильма относят «провисание» драматической интриги, впрочем, практически неизбежное в фильме с единственным актёром. Рецензент The Guardian объясняет это тем, что создатели ленты слишком рано раскрыли зрителю основные фабульные тайны. Дж. Хоберман (Village Voice) иронизирует по поводу производности «Луны» от более ранних фильмов, в которых рассматривались вопросы взаимозаменяемости людей и репликантов («Бегущий по лезвию»); проблему же космического одиночества отец режиссёра поднял за 40 лет до выхода фильма.
В других рецензиях также отмечается, что фильм снят с оглядкой на эпоху интеллектуальной фантастики, когда появились такие философско-футуристические шедевры, как «Космическая одиссея» (1968), «Молчаливый бег» (1971) и «Солярис» (1972). Роджер Эберт полагает, что минималистичные декорации лунной станции в стиле 1970-х годов навеяны «Космической одиссеей» Кубрика. Кинообозревателю Times «Луна 2112» напомнила другой фильм об одиночестве, отчаянии и невозможности общения — «Человек, который упал на Землю» (1976), главную роль в котором сыграл отец режиссёра.

## Награды
| Награды                                     | Награды          | Награды                                                                                    | Награды                                                   | Награды   |
| Награда                                     | Дата             | Категория                                                                                  | Номинанты                                                 | Результат |
| ------------------------------------------- | ---------------- | ------------------------------------------------------------------------------------------ | --------------------------------------------------------- | --------- |
| Athens International Film Festival          | 27 сентября 2009 | Golden Athena                                                                              | Луна 2112                                                 | Победа    |
| Премия ассоциации кинокритиков Остина       | 15 декабря 2009  | Лучший фильм                                                                               | Луна 2112                                                 | Номинация |
| BAFTA                                       | 21 февраля 2010  | Премия BAFTA за выдающийся дебют британского сценариста, режиссёра или продюсера           | Данкан Джонс                                              | Победа    |
| BAFTA                                       | 21 февраля 2010  | Премия имени Александра Корды за выдающийся британский фильм года                          | Стюарт Финиган, Труди Стайлер, Данкан Джонс, Натан Паркер | Номинация |
| Премия британского независимого кино        | 6 декабря 2009   | Премия BIFA за лучший британский независимый фильм                                         | Луна 2112                                                 | Победа    |
| Премия британского независимого кино        | 6 декабря 2009   | Премия Дугласа Хикокса                                                                     | Данкан Джонс                                              | Победа    |
| Премия британского независимого кино        | 6 декабря 2009   | Премия BIFA за лучшую режиссуру                                                            | Данкан Джонс                                              | Номинация |
| Премия британского независимого кино        | 6 декабря 2009   | Премия BIFA за лучшее выступление актёра в британском независимом фильме                   | Сэм Рокуэлл                                               | Номинация |
| Премия британского независимого кино        | 6 декабря 2009   | Премия BIFA за лучший сценарий                                                             | Натан Паркер                                              | Номинация |
| Премия британского независимого кино        | 6 декабря 2009   | BIFA Award for Best Technical Achievement                                                  | Клинт Мэнселл                                             | Номинация |
| Премия британского независимого кино        | 6 декабря 2009   | BIFA Award for Best Technical Achievement                                                  | Тони Ноубл                                                | Номинация |
| Central Ohio Film Critics Association       | 7 января 2010    | COFCA Award for Best Overlooked Film                                                       | Луна 2112                                                 | 2nd place |
| Ассоциация кинокритиков Чикаго              | 21 декабря 2009  | Most Promising Fillmmaker                                                                  | Данкан Джонс                                              | Номинация |
| Edinburgh International Film Festival       | 28 июня 2009     | Best New British Feature                                                                   | Луна 2112                                                 | Победа    |
| Империя                                     | 28 марта 2010    | Лучший научно-фантастический фильм                                                         | Луна 2112                                                 | Номинация |
| Espoo Ciné International Film Festival      | 29 августа 2013  | Grand Prize of European Fantasy Film in Gold                                               | Данкан Джонс, Стюарт Финиган                              | Победа    |
| Evening Standard British Film Awards        | 8 февраля 2010   | Evening Standard British Film Award for Most Promising Newcomer                            | Данкан Джонс                                              | Номинация |
| Evening Standard British Film Awards        | 8 февраля 2010   | Evening Standard British Film Award for Best Technical Achievement                         | Тони Ноубл                                                | Номинация |
| Fantastic’Arts                              | 31 января 2010   | Jury Prize                                                                                 | Данкан Джонс                                              | Победа    |
| Fantastic’Arts                              | 31 января 2010   | Special Prize                                                                              | Данкан Джонс                                              | Победа    |
| Gaudí Awards                                | 1 февраля 2010   | Gaudí Award for Best European Film                                                         | Данкан Джонс                                              | Номинация |
| Хьюго                                       | 5 сентября 2010  | лучшая постановка — крупная форма                                                          | Натан Паркер, Данкан Джонс                                | Победа    |
| Irish Film & Television Awards              | 20 февраля 2010  | IFTA Award for Best International Actor                                                    | Сэм Рокуэлл                                               | Номинация |
| London Film Critics' Circle Awards          | 18 февраля 2010  | ALFS Award for British Director of the Year                                                | Данкан Джонс                                              | Победа    |
| London Film Critics' Circle Awards          | 18 февраля 2010  | ALFS Award for British Director of the Year                                                | Данкан Джонс                                              | Номинация |
| London Film Critics' Circle Awards          | 18 февраля 2010  | ALFS Award for British Film of the Year                                                    | Луна 2112                                                 | Номинация |
| National Board of Review of Motion Pictures | 12 января 2010   | NBR Award for Best Directorial Debut                                                       | Данкан Джонс                                              | Победа    |
| National Board of Review of Motion Pictures | 12 января 2010   | NBR Award — Top Independent Films                                                          | Луна 2112                                                 | Победа    |
| Phoenix Film Critics Society Awards         | 22 декабря 2009  | Overlooked Film of the Year                                                                | Луна 2112                                                 | Победа    |
| Сатурн                                      | 24 июня 2010     | Премия «Сатурн» лучшему киноактёру                                                         | Сэм Рокуэлл                                               | Номинация |
| Сатурн                                      | 24 июня 2010     | Премия «Сатурн» за лучший научно-фантастический фильм                                      | Луна 2112                                                 | Номинация |
| Международный кинофестиваль в Сиэтле        | 14 июня 2009     | Премия Золотая космическая игла лучшему актёру                                             | Сэм Рокуэлл                                               | Победа    |
| Кинофестиваль в Сиджесе                     | 11 октября 2009  | Лучший актёр                                                                               | Сэм Рокуэлл                                               | Победа    |
| Кинофестиваль в Сиджесе                     | 11 октября 2009  | Лучший фильм                                                                               | Луна 2112                                                 | Победа    |
| Кинофестиваль в Сиджесе                     | 11 октября 2009  | Лучшая работа художника-постановщика                                                       | Тони Ноубл                                                | Победа    |
| Кинофестиваль в Сиджесе                     | 11 октября 2009  | Лучший сценарий                                                                            | Натан Паркер                                              | Победа    |
| Гильдия сценаристов Великобритании          | 22 ноября 2010   | Премия гильдии сценаристов Великобритании за лучший первый сценарий полнометражного фильма | Данкан Джонс, Натан Паркер                                | Победа    |

## Продолжения
Режиссёр Данкан Джонс заявил о намерении снять ещё два фильма по той же вселенной, что и «Луна 2112». Первым таким фильмом стал «Немой» (2018), где в камео вновь появился Сэм Белл в исполнении Рокуэлла. Эту ленту Джонс описал как «послание в любви к „Бегущему по лезвию“».